# ジャドーズ
ジャドーズ（JADOES）は、和製ソウルファンクバンド及びコントグループ。

## メンバー
藤沢 秀樹（ふじさわ ひでき、1963年10月12日 - ）
- 東京都杉並区生まれ：ベース、ボーカル。

斎藤 謙策（さいとう けんさく、1963年2月4日 - ）
- 神奈川県川崎市生まれ：パーカッション、コーラス。

島村 幸男（しまむら ゆきお、1963年12月20日 - ）
- 東京都杉並区生まれ：ドラム、コーラス。1994年脱退・2人目の脱退者。

伝田 一正（でんだ かずまさ、1963年12月9日 - ）
- 東京都世田谷区生まれ：ギター、コーラス。

平間 あきひこ（ひらま あきひこ、1964年11月3日 - ）
- 神奈川県横須賀市生まれ：キーボード、コーラス。1991年脱退・1人目の脱退者。

渡部 達也（わたなべ たつや、1968年4月1日 - ）
- 東京都生まれ：キーボード。サポートメンバーとして1995年に加入。

酒井 彰（さかい あきら、生年月日不明）
- 出身地不明：ドラム。サポートメンバーとして1995年に加入。

## 概要
元から音楽バンドではあったが、先にお笑いグループでデビューしたことからそれで知名度を得る。その後の1986年、角松敏生プロデュースによってレコードデビューした。シティ・ポップとエレクトロファンクをベースにしたダンス・ミュージック路線で一部の愛好家には絶賛された一方、ヒット曲を持つことは叶わなかったため、知る人ぞ知る存在となってしまう。角松敏生プロデュースを離れた1990年代に入ると、路線は変更されていき、当時流行りの夏の海辺や冬のスキー場などを舞台にしたリゾート・ミュージック路線を取っていく。しかしながら、やはりヒット曲は掴めず、それが迷いとなってメンバー二人が相次いで脱退してしまう。1990年代半ばまでアルバムおよびシングルをリリースしていったが、以後は途絶える。1990年代後半、ライブの余興でやっていたり、ジャドーズとは離れて趣味としてアマチュアのバンドでやっていた、著名洋楽曲にその原曲とは全く違う意味の日本語詞を載せて歌う“ダンス☆マン”がウケていてCD化もしたところ、好評だったため、以降はそちらのほうへ活動のシフトを置く。
元メンバー・ドラムスの島村幸男は、ジャドーズでの活躍以前はフュージョンバンド、カシオペアの専属ローディーに就いていた。現在はラジオDJやナレーターとして活躍。

## 活動史

### お笑い芸人グループ時代
1984年結成。元々は獨協大学生と立教大学生による学生ノリのアマチュアバンドで、ライブのMCでやったモノマネ芸がウケて、1986年のレコードデビュー以前から藤沢、斎藤、島村の三人組で、当時数多存在したセミプロ・レベルの素人演芸コーナーがあるテレビのバラエティ番組、『オールナイトフジ』や『ミッドナイトin六本木』などに出演して人気を博すようになった。その芸風は、オリジナルの「じゃじゃじゃじゃじゃじゃじゃじゃじゃんッ！」というブリッジのフレーズで繋ぐ一発芸やショートコントで、荒井注、遠藤周作、長嶋茂雄、紙を破る音のマネ、ジャドーズならではの音楽面を強調したものには小森のおばちゃまのモノマネで歌うチャカ・カーンの「アイ・フィール・フォー・ユー」など、プロのお笑い芸人のそれとは違う、大学生らが仲間内でやる飲み会、いわゆるコンパでの宴会芸を昇華した都会的なものであり、そういったものに共感する、流行に敏感な若者層を中心に支持を得ていった。
そして、テレビ番組の出演ばかりでなく、コント赤信号の渡辺正行とテレビ番組での共演を通じて親交を持ったことから、氏が主催となって始めたお笑いライブ「ラ・ママ新人コント大会」にもその最初期から出演していく。とんねるずに続く「お笑い第三世代」が世に出始めたときであり、そういった輪の中でこの当時交友を持っていたお笑い仲間に、かけ出し時代のウッチャンナンチャンがいた。
それまでなかった種類の芸であり、ウッチャンナンチャンがブレイクすることになったショートコントは、じつはその先駆けとなったジャドーズから強く影響を受けてやり始めたものだと渡辺正行、太田光らの証言で裏付けられている。
ウッチャンナンチャンとは特に親しくて「お笑い×音楽＆お笑い」という対バン型式でライブをやったり、彼らがテレビ番組などでレギュラーを持つようになると、ジャドーズが番組に幾度もゲスト出演したりし、番組が「企画モノ」で出すCDの音楽ブレーンになったりするなど現在に至るまで親交がある。
1986年、レコードデビュー直前のころは、ゴールデンタイムのテレビ番組にも頻繁に出演するなどその認知度は高く、また、レギュラー出演していたものには、ラジオ番組『斉藤由貴 ネコの手も借りたい』（ニッポン放送）のオープニングでパーソナリティの斉藤由貴とともにミニドラマ（コント）も行っていたこともある。

### バンド活動期
お笑い芸人グループとして注目を浴びていた彼らは、1985年のある日、音楽活動でのデビューを図りたいばかりに、彼らが音楽面で尊敬してやまなかった角松敏生の自宅住所を知人のつてを辿って知り、その郵便受けに直接デモテープとプロフィール表を投函した。それには「今度、×××というテレビ番組に出ますんで観て下さい」などとも書いてアピールした。突拍子もない彼らの存在に角松は度肝を抜かれたが、これに応えてジャドーズと交流を持つようになってプロデュースを請け負い、日本コロムビアから1986年10月にシングル「FRIDAY NIGHT」と翌11月にアルバム『IT'S FRIDAY』で晴れて音楽バンドとしてデビューを果たす。それまでの角松は杏里や西城秀樹などのプロデュースには関わっていたが、全くの新人は初めてであったことから、角松は手取り足取り彼らに仕事を覚えさせたことによって師弟関係も築かれていった。また、対等な遊び仲間としてジャドーズと角松は当時四六時中過ごしていた。
1980年代後半の角松は打ち込みやプログラミングによる音楽づくりに傾倒していて、また自身の名義によるアルバム制作はニューヨークで現地のエンジニアとプロデューサーを囲んで行われていた。そこで得た当時最先端のレコーディング技術を国内で行われるジャドーズのレコーディングに惜しみなく投影させ、1988年5月に発表した4枚目のアルバム『a lie』までシングルを含めてすべての作品で角松は音楽プロデューサーとして全面的に関わっていく。その楽曲群は、メンバーのオリジナルによる詞と曲、角松からの提供曲及びメンバーとのコラボレーション曲で構成されたシティ・ポップであり、そこにアメリカのファンクやソウルミュージックの要素を入れたもので、お笑い芸人によるウケねらいのそれとは一線を画していた。
この当時、角松はその人気が全盛期であり、“踊らせるための音楽”という共通コンセプトもあって両者の作品は常に近似性があったものの、セールス面では不調を来たしてしまい、新人ながらも抜群の知名度があったはずのジャドーズはマイナーバンドの道を歩みだす。一方、同時期の角松はジャドーズと同じ傾向の手法で、当時のトップアイドル歌手、中山美穂のシングル「CATCH ME」（イントロ冒頭の“ア〜、ウッ!”の掛け声はジャドーズ）とシングル「You're My Only Shinin' Star」、そしてアルバム『CATCH THE NITE』のプロデュースにも関わっており、そちらでは成功を収めた。
当時、お笑い芸人グループからプロの音楽バンドへと活動のシフトを移すようになっていったが、レコードデビュー以降もお笑い芸人グループ時代からの知名度を活かしたテレビ番組出演や古舘伊知郎の後任として『不二家歌謡ベストテン』（ニッポン放送）のパーソナリティを担当するなどして積極的にメディアへ露出していって、その存在感は示してはいた。
1990年より角松の手から離れたものの、長年の修練によって自分たちでも良質のサウンドを作り出せるようにはなっていった。しかし、相変わらずセールス面での浮上はせず、これが焦りになってしまいバンドの方向性に迷いを示し出す（この時期、『GAHAHAキング 爆笑王決定戦』に再び芸人として登場したこともあった）。そして、1991年にキーボードの平間が脱退し、1994年にはリーダーである島村も脱退。かわりにサポートメンバーを入れながらも、オリジナルアルバムは1992年に、シングルも1995年を最後として制作活動は休止状態となる。その後の活動は1996年にはサポートメンバーの渡部がアレンジを手掛けた松本梨香の『めざせポケモンマスター』にバンドサウンドのアレンジが採用された為、演奏を担当。藤沢がコーラスアレンジを手掛け、コーラスも担当した他声優、歌手・金月真美のアルバム『catchy』収録の「Love ＆ Possesions」のアレンジと演奏を手掛けるのみに留まる。

### ダンス☆マンの活動の裏で
アルバムを制作しなくなって以降のライブ活動は企画色が強いものとなり、培った高次元な音楽性をベースとして笑いを取るコミックバンド的なことをやっていくようにもなる。そのなかのひとつが「ダンス☆マン」だった。ジャドーズとは離れて趣味としてアマチュアのバンドでもやっていき、そのコンセプトを体現する、1970年代のディスコ音楽シーンを彷彿とさせるアフロヘアと長い揉み上げ、サングラスで素顔を隠して全身ギンギラギンのド派手なセットアップスーツ姿でキメた覆面ミュージシャン・ダンス☆マンは、ジャドーズのライブメンバーにサポートメンバーを加えた編成の専属バンドのバンド☆マンを引き連れて数々のイベントやテレビ番組に出演するうちに、1998年にCDデビューを果たし、音楽プロデューサーとして名を馳せていたつんくの目に留まり、1999年にモーニング娘。の最大のヒット曲、「LOVEマシーン」の編曲に抜擢されたことにより、さらなる注目を浴びる。しかし、その裏でジャドーズの活動は衰退してしまい、毎年行われるファンクラブのパーティーで演奏するのみの状態となってしまった。2000年にはこの状況を打破するためにバンド名を「ジャンジャ・ナル・ジンジェ」と改名して名乗るも、何も活動をしていないので全く浸透せず、先述のパーティーでさえもジャドーズのサウンドコンセプトとは懸け離れたアンプラグドの演奏でお茶を濁すばかりでバンド演奏を見せずじまいとなっていく。
しかし、藤沢の「バンド演奏をしたい!」という欲求にファンクラブ限定ながら2005年4月に久々にライブが開催された。また、5月18日にはベストセレクション盤『ゴールデン☆ベスト』（発売元：コロムビアミュージックエンタテインメント）が発売された。しかし、それ以外は目立った活動することができず、依然として活動休止状態が続いている。

## ディスコグラフィー

### アルバム

#### オリジナル・アルバム
1. IT'S FRIDAY（1986.11.21）
2. Free Drink（1987.7.1）
3. a lie（1988.5.21）
4. DUMPO（1989.3.1）
5. DOGORODON JHAN（1990.3.21）
6. LOVE INJECTION（1990.11.21）
7. JADOES ISLAND CLUB（1991.6.21）
8. CD買って下さい（1992.11.1）

#### ベスト・アルバム
1. BEFORE THE BEST（1987.12.21）
2. J's HOT（1994.12.21）
3. J's SWEET（1994.12.21）
4. THE JADOESゴールデン☆ベスト（2005.5.18）
5. ゴールデン☆ベスト ジャドーズ -JADOES FUNK LOVE CLUB-（2017.8.30）

### シングル
1. FRIDAY NIGHT／FRIDAY NIGHT STORY（1986.10.21）
2. FRIDAY NIGHT(EXTENDED DANCE MIX)／IKASUMAN(EXTENDED DANCE MIX)（1986.11.21）
3. Summer Lady／Summer Lady(M-Version)（1987.6.21）
4. HEART BEAT CITY／WONDER LOVE（1987.11.1）
5. All My Dream／Somethig To Love（1988.4.21）
6. STEP INTO THE CITY LIGHT／Days gone by（1988.11.1）
7. STAY! BY MY LOVE／Living in the night（1989.2.21）
8. Morning Love／僕の傍に／Midnight Love（1989.9.21）
9. BIG SHOOTER／FUNKY BIG SHOOTER（1989.12.1）
10. MAN FREAK／Girl Freak（1990.2.21）
11. 1・2・3・Fight／眠れないヒマワリ（1990.10.21）
12. 夏はDon't Worry（1991.5.21）
13. ゲレンデよ今年もありがとう／トナカイとなかいいんだ（1991.11.21）
14. I LOVE YOU〜あなたは宝物〜／だったら、ごはん。（1993.5.21）
15. 地図と彼女を助手席に乗せて／地図と彼女を助手席に乗せて(Instrumental Reggae Version)（1994.5.1）
16. ぼくのクラスは最先端／ぼくのクラスは最先端（オリジナル・カラオケ）（1995.9.1）

## タイアップ一覧
| 起用年 | 曲名                                                    | タイアップ                                                     |
| ------ | ------------------------------------------------------- | -------------------------------------------------------------- |
| 1988年 | All My Dream                                            | ロッテリア CMソング                                            |
| 1990年 | 1・2・3・Fight!                                         | 朋友建設 CMソング                                              |
| 1991年 | 夏は,DON'T WORRY                                        | テレビ朝日系『PRE・STAGE』エンディングテーマ                   |
| 1991年 | ゲレンデよ今年もありがとう                              | アシックス「KILLY」CMソング                                    |
| 1993年 | I LOVE YOU〜あなたは宝物〜                              | 日本テレビ系『ウンナン世界征服宣言』エンディングテーマ         |
| 1994年 | 地図と彼女を助手席に乗せて                              | テレビ東京系『日陰温子の日立サンデーゴルフ』オープニングテーマ |
| 1994年 | 地図と彼女を助手席に乗せて(Instrumental Reggae Version) | テレビ東京系『日陰温子の日立サンデーゴルフ』エンディングテーマ |
| 1995年 | ぼくのクラスは最先端                                    | NHK『みんなのうた』1995年8月・9月放送曲                        |